# 시미즈구
시미즈구(일본어: 清水区)는 2005년 4월 1일에 탄생한 일본 시즈오카현 시즈오카시의 행정구 중 하나이다. 당초에는 2003년 4월 1일에 구 시즈오카시와 합병한 구 시미즈시의 거의 전역을 구역으로 하였고 그 후에 2006년 3월 31일에는 구 간바라정이, 2008년 11월 1일에는 구 유이정이 구의 일부가 되었다. 덧붙여 시즈오카시에서는 이 구와 동시에 아오이구와 스루가구도 탄생했다.
시미즈구 출신의 만화가 사쿠라 모모코의 원작 만화인 《마루코는 아홉살》의 무대이며 J리그 소속의 축구 클럽인 시미즈 에스펄스의 본거지로서도 알려져 있다.
예부터 시미즈는 천연의 양항인 미호만, 스루가만을 가져 수군 기지·해운 중계지로서 중요한 역할을 해 항구도시로 발전했다. 또 에지리·오키쓰·유이·간바라에 도카이도의 역참이 놓여 역참 마을로 발전했다. 근대 이후 차의 수출이 국제 무역항 시미즈의 시작이었으며 그 후 특정 중요 항만으로 지정되어 시미즈항 임해 지구에는 많은 기업이 입지해 산업도시로 크게 성장했다.

## 인접한 자치체
- 시즈오카현
  - 시즈오카시
    - 스루가구
    - 아오이구

  - 후지시
  - 후지군
    - 시바카와정
- 야마나시현
  - 미나미코마군
    - 난부정

## 역사
- 2005년 4월 1일 - 시미즈구 설립.
- 2006년 3월 31일 - 이하라군 간바라정 편입.
- 2008년 11월 1일 - 이하라군 유이정 편입(간바라 지구의 월경지 해소).

## 경제

### 1차 산업
시미즈구 산악지대는 장미, 만다리 오렌지, 녹차 등의 생산지로 알려져 있다.

### 2차 산업
시미즈구 해안지대는 철강, 조선 및 기타 관련 산업의 중심지로 알려져 있었다.

### 3차 산업
시미즈구 긴자지역은 쇼핑의 중심지이지만 백화점이 없는 것으로 알려져 있다.

## 교통

### 도로
- 도메이 고속도로
- 국도 제1호선
- 국도 제52호선

### 철도
- 도카이 여객철도 도카이도 본선
  - (도쿄 방면<<)신칸바라역 - 간바라역 - 유이역 - 오키쓰역 - 시미즈역 - 구사나기역(>> 고베 방면)
- 시즈오카 철도 시즈오카시미즈선
  - 현립 미술관앞역 - 구사나기역 - 미카도다이역 - 기쓰네가사키역 - 사쿠라바시역 - 이리에오카역 - 신시미즈역

## 시설·건축물
- IAI 스타디움 니혼다이라(시미즈 에스펄스 연고지)
- 청견사(조선 통신사 경유지)

## 픽션

### 만화·애니메이션
- 마루코는 아홉살